# رؤیای شب نیمه تابستان (فیلم ۱۹۳۵)
رؤیای شب نیمه تابستان (انگلیسی: A Midsummer Night's Dream) فیلمی آمریکایی و ۱۳۳ دقیقه‌ای بر اساس نمایش‌نامهای از ویلیام شکسپیر و به کارگردانی مشترک مکس راینهاردت و ویلیام دیترله و با بازی ایان هانتر، جیمز کاگنی، میکی رونی، الیویا دی هاویلند، جو ای براون، دیک پاول محصول سال ۱۹۳۵ کشور ایالات متحده است.